# Glyptoscelis juniperi
Glyptoscelis juniperi är en skalbaggsart som beskrevs av Blake 1967. Glyptoscelis juniperi ingår i släktet Glyptoscelis och familjen bladbaggar.

## Underarter
Arten delas in i följande underarter:
- G. j. juniperi
- G. j. zanthocoma